# Electro Ghetto
Electro Ghetto ist das zweite Soloalbum des Berliner Rappers Bushido. Es wurde am 25. Oktober 2004 auf Bushidos Label ersguterjunge veröffentlicht und ist das erste Album, für das Bushido nach der Trennung von Aggro Berlin bei der Universal Music Group zusammenarbeitete und entsprechend sein erstes Album, das ohne Gastbeiträge von Fler auskommt. Gleichzeitig ist Electro Ghetto Bushidos letzte Veröffentlichung, auf welcher der in seinen ersten Alben stark involvierte DJ Ilan für mehr als einen Anspieltitel als Produzent tätig ist.
Am 1. Januar 2006 wurde Electro Ghetto in Deutschland indiziert. Ausschlaggebend war dafür das Lied Gangbang. Das Album wurde daraufhin ohne das Lied wiederveröffentlicht. Die Indizierung wurde am 3. Mai 2018 aufgehoben.

## Hintergrund
Nachdem Bushido mit seinem Vorgängeralbum Vom Bordstein bis zur Skyline erstmals in die Albumcharts eingestiegen war, trennte er sich im Juni 2004 von Aggro Berlin und wurde von Universal Music unter Vertrag genommen, wo er mit D-Bo das Label ersguterjunge gründete. Über D-Bo stellte Bushido daraufhin Kontakt zu dem damals 18-jährigen Bremer Rapper Baba Saad her, der von beiden nach Online-Veröffentlichung weniger Lieder für die Albumaufnahmen nach Berlin eingeladen wurde, auf Electro Ghetto mehrfach als Gast vertreten war und Bushido auf der sich an die Albumveröffentlichung anschließenden Tournee Auf die harte Tour als Backup-Rapper begleitete.

## Entstehung
Electro Ghetto entstand innerhalb von 8 Wochen und nahm damit Angaben des Künstlers zufolge weniger Zeit in Anspruch als vorherige Veröffentlichungen Bushidos. Dies sei der Zeitintensivität seiner zuvor erfolgten Trennung von Aggro Berlin geschuldet gewesen, weswegen Bushido Electro Ghetto als „Momentaufnahme“ verstanden wissen will. Alle Lieder inklusive der Gastbeiträge der verschiedenen Feature-Gäste entstanden dabei im selben Studio in Berlin. Bushido war es dabei eigenen Angaben zufolge ein großes Anliegen größtenteils auf Musiker aus seinem persönlichen Umfeld zurückzugreifen. Der Gastbeitrag Cassandra Steens auf Hoffnung stirbt zuletzt war dabei ein persönlicher Wunsch Bushidos, weswegen er bei der Sängerin wegen einer Zusammenarbeit anfragen ließ, eigenen Angaben zufolge aber nicht mit einer Zusage von dieser gerechnet habe.
Von den drei mit Beteiligung von Saad entstanden Albumtiteln Ersguterjunge, Gangbang und Wenn wir kommen wurde das später die Indizierung des Albums herbeiführende Gangbang zuerst aufgenommen. Nach Angaben Baba Saads dauerten die gesamte Entstehung des Liedes, inklusive Texten und Produktion, nur etwa 35 Minuten.
Abgesehen von den auf Electro Ghetto veröffentlichten Liedern nahm Bushido in der Entstehungszeit des Albums noch weitere Titel auf. So spielte Bushido mit Baba Saad das Lied Mein Cock ein, welches nicht auf Electro Ghetto, allerdings auf der B-Seite der Single zu Nie wieder veröffentlicht wurde. Außerdem steuerte Bushido selbst in diesem Zeitraum zur Single Amerika der Neue-Deutsche-Härte-Musikgruppe Rammstein einen Remix bei. Das mit dem Rapper Flipstar des Rapduos Creutzfeld & Jakob aufgenommene und kurz vor Veröffentlichung von Electro Ghetto als Leak ins Internet gelangte Lied Out for Fame wird auf Grund des gemeinsamen Labels Universal mitunter zeitlich der Entstehungsphase des Albums zugeordnet, entstand Interviews mit Bushido zufolge allerdings bereits, als dieser noch bei Aggro Berlin unter Vertrag stand.
Bereits kurz nach Veröffentlichung von Electro Ghetto kursierten Gerüchte, dass Bushido bei der Entstehung des Albums auf Ghostwriter zurückgegriffen und der Rapper Sentino vier Lieder des Albums geschrieben habe. Bushido stritt diese Vorwürfe mehrfach ausdrücklich ab, wenngleich er angab, beim Schreiben mitunter von Sentinos Stil beeinflusst worden zu sein. Nachdem der Rapper Kay One 2014 ähnliche Vorwürfe wiederholt hatte, widersprach der eigenen Angaben zufolge beim Großteil der Albumentstehung anwesende Baba Saad den Vorwürfen ebenfalls. Sentino widersprach daraufhin Baba Saads Aussagen an sich und gab an, auch für diesen bei späteren Veröffentlichungen Texte geschrieben zu haben, wurde hinsichtlich seiner eigenen Beteiligung an der Entstehung von Electro Ghetto aber nicht konkret.

## Titel
Der Titel Electro Ghetto wird von Bushido als unsauberer Reim beschrieben. Bushido verwendete den Titel bereits für das Intro seines Kollaborationsalbums Carlo Cokxxx Nutten. Eigenen Angaben zufolge wollte er mit der Betitelung des Albums einerseits auf seine Vorreiterrolle bei der Popularisierung deutschen Straßenraps und andererseits auf die Verselbstständigung der von ihm erdachten Wortschöpfung in der Jugendsprache hinweisen. Darüber hinaus zierten die beiden Wörter Electro und Ghetto bereits vor Veröffentlichung des Albums als Tätowierung die Unterarme des Rappers.

## Inhalt
Bushidos Stil entsprechend sind auf Electro Ghetto synthesizerlastige Musik und aggressive Liedtexte zu finden, allerdings auch einige ruhigere Lieder wie Nie wieder, Hoffnung stirbt zuletzt oder Schmetterling. Auf Grund letztgenannter Titel wurde das Album im Vergleich zu vorherigen Veröffentlichungen Bushidos von der Fachpresse mitunter als ruhiger und tiefgründiger wahrgenommen, wenngleich Bushido selbst zum Zeitpunkt der Veröffentlichung dieser Einschätzung in Interviews mit Verweis auf Titel vorheriger Alben wie Stupid White Man, Schau mich an oder Wie ein Engel widersprach.
Mit Gastbeiträgen sind auf Electro Ghetto Azad, Bo$$bitch Berlin, Chaker, King Ali, Sentino, Cassandra Steen, Bass Sultan Hengzt und Baba Saad vertreten. Letzterer ist mit einer Beteiligung an drei Liedern am häufigsten auf Electro Ghetto vertreten. Azad und Bo$$bitch Berlin sind jeweils zwei Titeln beteiligt. Gleichzeitig ist Electro Ghetto das erste Album Bushidos, an dem sein langjähriger Wegbegleiter Fler nicht als Feature vertreten ist, was Bushido mit der durch seine Trennung von dem gemeinsamen Label Aggro Berlin beschädigten persönlichen Beziehung der beiden begründet.

## Titelliste
| #  | Titel                         | Gastbeiträge                    | Produzent                                       | Länge |
| -- | ----------------------------- | ------------------------------- | ----------------------------------------------- | ----- |
| 1  | Intro                         |                                 | Bushido                                         | 2:06  |
| 2  | Electro Ghetto                |                                 | Bushido, DJ Ilan                                | 3:43  |
| 3  | Kopf Hoch                     |                                 | Beathoavenz                                     | 4:00  |
| 4  | Kors is One (Skit)            |                                 |                                                 | 1:04  |
| 5  | Ersguterjunge                 | Baba Saad                       | Bushido, DJ Ilan                                | 4:32  |
| 6  | Schmetterling                 |                                 | D-Bo                                            | 3:52  |
| 7  | Typisch Ich                   |                                 | DJ Desue                                        | 3:27  |
| 8  | Ewige Nacht                   | Azad, Chaker & Bo$$bitch Berlin | DJ Ilan, Bo$$bitch Berlin                       | 4:18  |
| 9  | Teufelskreis                  | Sentino                         | DJ Desue                                        | 3:08  |
| 10 | Gangbang                      | Baba Saad & Bass Sultan Hengzt  | DJ Ilan                                         | 4:33  |
| 11 | Deutschland (gib mir ein Mic) | Sentino                         | DJ Desue                                        | 3:51  |
| 12 | Gemein wie 100                | King Ali                        | Beathoavenz                                     | 3:50  |
| 13 | Knast oder Ruhm               |                                 | Rizbo                                           | 3:45  |
| 14 | Kors Ft Se Left Crowd (Skit)  |                                 |                                                 | 1:18  |
| 15 | Wenn wir kommen               | Baba Saad                       | DJ Desue                                        | 3:52  |
| 16 | Feuersturm                    | Azad & Bo$$bitch Berlin         | DJ Ilan, Djama, Bo$$bitch Berlin                | 4:07  |
| 17 | Hoffnung stirbt zuletzt       | Cassandra Steen                 | Bushido, DJ Ilan, Cassandra Steen, Martin Stock | 6:45  |
| 18 | Watch me now (Skit)           |                                 |                                                 | 1:11  |
| 19 | Ihr wartet drauf              |                                 | DJ Desue                                        | 4:11  |
| 20 | Electro Ghetto (Skit)         |                                 |                                                 | 0:36  |
| 21 | Nie wieder                    |                                 | DJ Desue                                        | 3:52  |
| 22 | Outro                         |                                 |                                                 | 0:46  |

1. ↑  Indizierungsgrund

## Produktion
Mehrere Produzenten waren an der Produktion des Albums beteiligt, unter anderem die Beathoavenz, DJ Desue und Bushido selbst. Die meisten Produktionen übernahm allerdings Bushidos damaliger Tour-DJ, DJ Ilan, der mit Bushido schon für Carlo Cokxxx Nutten und Vom Bordstein bis zur Skyline zusammenarbeitete. DJ Ilan produzierte die Tracks Electro Ghetto, Ersguterjunge, Ewige Nacht, Feuersturm, Gangbang und Hoffnung stirbt zuletzt. Electro Ghetto ist gleichzeitig die letzte größere Zusammenarbeit Bushidos mit DJ Ilan. Auf dem im Anschluss erschienenen Kollabo-Album Carlo Cokxxx Nutten II ist DJ Ilan lediglich noch am Intro beteiligt.
Ebenfalls sechs Tracks wurden von DJ Desue produziert, nämlich Typisch ich, Teufelskreis, Deutschland, gib mir ein Mic, Ihr wartet drauf, Wenn wir kommen und Nie wieder. D-Bo produzierte nur einen Track. Hierbei handelt es sich um Schmetterling. Die Beathoavenz produzierten im Übrigen die Tracks Kopf hoch und Gemein wie 100. Es gibt noch verschiedene Remixes von Gemein wie 100, Typisch Ich, Electro Ghetto und Nie wieder.

## Illustration
Das Albumcover ist in Grautönen gehalten. Es zeigt Bushido, eine Lederjacke tragend, den Blick nach unten gerichtet. Im linken Teil des Bildes sieht man Bushidos Logo und den Titel Electro Ghetto. Das Artwork stammt von Dirk Rudolph.

## Versionen
Nach der Indizierung von Electro Ghetto zum 1. Januar 2006 wurde das Album ohne den für die Indizierung ausschlaggebenden Anspieltitel Gangbang nochmals veröffentlicht. Inzwischen gibt es je eine Wiederveröffentlichung aus den Jahren 2005 und 2006 sowie eine Limited Pur Edition (im zusätzlichen Pappschuber) von 2005.

## Vermarktung

### Singles
Als Singles zum Album wurden die Lieder Electro Ghetto (DE #31, 9 Wo.), Nie wieder (DE #53, 9 Wo.) und Hoffnung stirbt zuletzt (DE #29, 8 Wo.) veröffentlicht.

### Internet-Vermarktung
Wenige Wochen vor Erscheinen von Electro Ghetto stellte Universal Anfang Oktober 2004 einen Electro Ghetto Player online, über welchen Benutzer unter anderen den Bushido Titel Mitten ins Gesicht umsonst erhalten konnten. Ansonsten wurden über den Electro Ghetto Player ein Ghetto Roulette betiteltes Handyspiel sowie Bildschirmschoner veröffentlicht und Konzerttickets verlost.
Das Lied Mitten ins Gesicht enthielt eine als Diss gegen Eko Fresh gerichtete Textzeile und war damit Auslöser eines erneuten Konflikts zwischen diesem und Bushido. Eko Fresh, der bereits 2003 auf dem „Carlo Cokxxx Nutten“-Anspieltitel Boss von Bushidos Featuregast Fler gedisst worden war, und Bushido hatten nach Angabe der Künstler vor Veröffentlichung des Liedes eine Aussprache vorgenommen und bereits ein gemeinsames Lied namens Gegensätze ziehen sich an aufgenommen. Das zuvor aufgenommene Mitten ins Gesicht war im Anschluss nach Angaben Bushidos lediglich durch ein Versehen DJ Ilans über den Electro Ghetto Player veröffentlicht worden. Eko Fresh antwortete Anfang 2005 mit einigen gegen Bushido gerichteten Zeilen auf seinem Disstrack Die Abrechnung. Bereits kurz im Anschluss darauf versöhnten sich beide Parteien allerdings und veröffentlichten gemeinsam Musik.

### Tournee
Gemeinsam mit Azad startete Bushido im November 2004 die insgesamt 15 Konzerte in Deutschland und Österreich umfassende Auf die harte Tour-Tournee. Das erste Konzert wurde dabei am 25. November im Gruenspan in Hamburg und das letzte am 11. Dezember 2004 im LKA Longhorn in Stuttgart abgehalten. Als Special Guest war für die Konzerte der Frankfurter Rapper Jonesmann angekündigt. Bushido wurde während aller Auftritte von Baba Saad als Backup-Rapper begleitet.

## Rezeption

### Kritik

#### Bewertung der Musikmedien
| Professionelle Bewertungen | Professionelle Bewertungen |
| Kritiken                   | Kritiken                   |
| Quelle                     | Bewertung                  |
| -------------------------- | -------------------------- |
| Laut                       | [ 15 ]                     |
| Allmusic                   | [ 16 ]                     |
| dafoon.com                 | [ 17 ]                     |

Von Fachmedien wurde Electro Ghetto positiv bis mittelmäßig bewertet. Dabei wurde es vielfach mit Bushidos Solo-Debüt Vom Bordstein zur Skyline verglichen und dabei vielfach als das schwächere Album eingeordnet.
Die E-Zine Laut.de etwa, welche an Vom Bordstein zur Skyline die Höchstwertung von 5 Sternen vergeben hatte, bewertete Electro Ghetto mit 3 Sternen und zog auch im Rahmen ihrer Kritik regelmäßig den Vergleich mit Bushidos Vorgängeralbum. Dabei wurde hinsichtlich der Produktionsqualität exemplarisch am Titellied des Albums Bushidos eigene Weiterentwicklung als Produzent positiv hervorgehoben, gleichzeitig aber festgestellt, dass durch die, das Album von Bushdios vorherigen Veröffentlichungen unterscheidende, Zusammenarbeit mit einer Vielzahl an Produzenten „teils mehr, teils weniger gelungenen Versuchen, die eigenen Stile mit Bushidos Powerattitüde zu vermischen“ entstanden seien. Darüber hinaus werden die Gastbeiträge von Bass Sultan Hengzt, Sentino und Azad in der Kritik explizit hervorgehoben, während die Strophen von King Ali und Baba Saad, wobei letzterer angesichts seiner vielen Gastbeiträge dabei mit Bushidos bisherigem Weggefährten Fler verglichen wird, negativ bewertet werden. Des Weiteren urteilt die EZine, dass „zumindest textlich alles beim Alten [bleibe,] Bushido sucht ohne ein wirkliches Konzept möglichst eindrucksvolle Reime und landet auch hin und wieder mal einen Volltreffer.“ Dabei werden die Stärken des Albums dort gesehen, wo Bushido „den Bad Guy spielt und mit simplen Beats und aggressiven Reimen die Gehörgänge planiert“, gleichzeitig aber festgestellt, dass die Anzahl solcher Lieder im Vergleich zum Vorgängeralbum abgenommen habe.
Die DeBug-Redaktion äußerte sich in einer Rezension von Electro Ghetto die am New Yorker Hip-Hop orientierten Produktionen des Albums hervor und urteilte ansonsten: „Nimmt man die Gesangspassagen weg, macht dieses Album also ‚erwartungsgemäß‘ viel Spaß. Jeder kriegt mal auf die Fresse, keine Mutter ist mehr sicher […].“

#### Bewertung von Nachrichtenmedien
Die Berliner Zeitung stellte in ihrer Rezension dem das Album dominierenden Battlerap eine generell ermüdende Wirkung aus, da es den auf Electro Ghetto vertretenen Rappern nicht gelinge, diesen, wie etwa Kool Savas und Eko Fresh in ihrer frühen Schaffensphase, „kunstvoll überdreht und selbstironisch zu gestalten“. Gleichzeitig stellte sie dabei fest, dass „Gäste wie zum Beispiel King Ali, Bo$$bitch Berlin und Bass Sultan Hengzt […] zwar auch nicht alle die besten Rapper [seien], dafür […] aber derart wirr und quer zum Rhythmus daher [reimen würden], dass es wieder eine ganz ei[ge]ne Qualität bekomm[e]“. Dem gegenüber werden allerdings die Produktionen des Albums positiv hervorgehoben: „Besonders gelungen ist allerdings die Musik. Wie der Albumtitel schon andeutet, überwiegen die elektronischen Klänge, die bei Bedarf mit düsteren Streichern, verzerrten Synthesizerflächen und auch Samples angereichert werden. Und weil es Bushido völlig egal ist, ob es zu den Konventionen des Genres passt, kommt bei ‚Gemein wie 100‘ sogar ein flotter Dancebeat zum Einsatz.“

### Kritikerpreise
2005 wurde Bushido für Electro Ghetto in der Kategorie Künstler/Künstlerin/Gruppe des Jahres Hip-Hop/R&B (national) erstmals für den Echo nominiert. Vergeben wurde der Preis in der Kategorie an die Die Fantastischen Vier für das Album Viel.

## Kommerzieller Erfolg

### Chartplatzierungen
Electro Ghetto stieg in der 46. Kalenderwoche des Jahres 2004 auf Platz 6 in die deutschen Charts ein und hielt sich 16 Wochen in den Top 100. Nachdem Bushido mit seinem Vorgängeralbum Vom Bordstein bis zur Skyline erstmals eine Chartplatzierung erreichte hatte, platzierte er sich mit Electro Ghetto zum ersten Mal in den Top 10 der deutschen Albumcharts. Interview-Angaben zufolge verkaufte sich das Album in der ersten Woche etwa 19.000 Mal. Im Jahr 2006 bekam Electro Ghetto eine Goldene Schallplatte für über 100.000 verkaufte Einheiten verliehen. Bushido gab später in Interviews an, dass die Verkaufserwartung seines Labels Universal für Electro Ghetto vor der Veröffentlichung bei 30.000 Einheiten gelegen hatte.
In Österreich stieg Electro Ghetto am 7. November 2004 auf Platz 63 der Charts ein und konnte nach zwischenzeitlichem Chartaustritt am 21. November 2004 noch einen letzten Wiedereinstieg auf Platz 75 verbuchen. In der Schweiz hielt sich das Album am 7. November 2004 für eine Woche auf Platz 81. In beiden Ländern stellt Electro Ghetto Bushidos ersten Charteinstieg dar.
| ChartsChartplatzierungen | Höchstplatzierung | Wochen |
| ------------------------ | ----------------- | ------ |
| Deutschland (GfK)        | 6 (16 Wo.)        | 16     |
| Österreich (Ö3)          | 63 (2 Wo.)        | 2      |
| Schweiz (IFPI)           | 81 (1 Wo.)        | 1      |

### Auszeichnungen für Musikverkäufe
| Land/Region        | Auszeichnungen für Musikverkäufe (Land/Region, Auszeichnung, Verkäufe) | Verkäufe |
| ------------------ | ---------------------------------------------------------------------- | -------- |
| Deutschland (BVMI) | Gold                                                                   | 100.000  |
| Insgesamt          | 1× Gold ·                                                              | 100.000  |